# Anders Callert
Anders Bertil Callert, född 10 maj 1965 i Österhaninge församling i Stockholms län, är en svensk militär.
Callert tog officersexamen 1988 och blev samma år fänrik vid Norrlands artilleriregemente, där han kom att tjänstgöra i ett tiotal år. Han befordrades till kapten 1992 och major 1996. Efter befordran till överstelöjtnant var han 2004–2005 chef för Norrlands artilleribataljon, 2006–2008 chef för Artilleriets stridsskola och 2007–2008 tillika ställföreträdande chef för Artilleriregementet. Därpå var han 2008–2010 chef för Analys- och uppföljningssektionen i Insatsledningen i Högkvarteret.
År 2010 befordrades han till överste och var chef för Artilleriregementet 2010–2014. Från och med den 1 februari 2014 tjänstgjorde han vid Genomförandeavdelningen i Produktionsledningen i Högkvarteret, under en tid 2014 som ställföreträdande chef och 2014–2016 som chef. Han befordrades 2016 till brigadgeneral och är från och med den 1 juni 2016 chef för förbandsproduktion vid Produktionsavdelningen i Högkvarteret. Han befordrades 2017 till generalmajor. År 2021 förordnades Anders Callert tillträdde som chef för Neutrala nationernas övervakningskommission från den 1 juni 2021, med ett förordnande längst till den 31 maj 2023. Den 23 oktober 2023 tillträder han befattningen som vicerektor vid Försvarshögskolan.